# Ellen Mattson
Ellen Mattson (ur. 22 września 1962 w Uddevalli) – szwedzka pisarka.

## Biografia
Jest krytyczką literacką i felietonistką dzienników Göteborgs-Tidningen, Bohusläningen i Göteborgs-Posten. 29 marca 2019 roku ogłoszono, że została wybrana na członka Akademii Szwedzkiej, gdzie w grudniu 2019 roku oficjalnie zajmie fotel nr 9.
Mieszka pod Ljungkile w regionie Bohuslän, na zachodzie Szwecji.

## Twórczość
Zadebiutowała w 1992 roku powieścią Nattvandring. Dominującym tematem jej twórczości są relacje międzyludzkie, a wiele z jej powieści rozgrywa się w regionie Bohuslän, zarówno w czasach współczesnych, jak i historycznych.
Jest również autorką sztuk teatralnych i radiowych:
- 1992 – Nattvandring
- 1995 – Vägen härifrån
- 1998 – Resenärerna
- 1999 – Poetens liv
- 2001 – Snö
- 2004 – Splendorville
- 2005 – Arves hus
- 2008 – Glädjestranden
- 2012 – Vinterträdet
- 2016 – Sommarleken
- 2017 – Tornet och fåglarna

Jej twórczość tłumaczono na 8 języków obcych.

## Nagrody
- 1993 – Stypendium Alberta Bonniera dla młodych pisarzy
- 1998 – Nagroda literacka dziennika Svenska Dagbladet
- 2003 – Nagroda literacka dziennika Göteborgs-Posten
- 2009 – De Nios Vinterpris
- 2009 – Nagroda Doblouga